# Richard Tuheiava
Richard Tuheiava, né le 28 février 1974 à Papeete, est un homme politique français, sénateur de la Polynésie française de 2008 à 2014, membre du parti Tavini huiraatira.

## Biographie
Richard Tuheiava est originaire des îles Sous-le-Vent mais il est né à Tahiti. Passant une grande partie de son enfance à Moorea, il obtient son baccalauréat au lycée Paul-Gauguin en 1990 puis licence en droit privé à l'université de la Polynésie française en 1993. Il part à Aix-en-Provence, en métropole, et y obtient sa maitrise de droit privé mention « carrières judiciaires » en 1994, puis un diplôme de troisième cycle en droit (DESS) en 1995 avant d'entrer au Centre régional de formation à la profession d'avocats (CRFPA) d'Aix-Marseille en 1996. 
Il devient avocat à la fin de 1997 et prête serment devant la cour d'appel d'Aix-en-Provence. En août 1998, Tuheiava retourne exercer à Tahiti, où il monte son propre cabinet d'avocat en 2002. Son cabinet d'avocat individuel est le tout premier qui obtient une certification ISO 9001 version 2000 pour son système qualité, en mars 2003. 

### Engagements citoyens
Un an après son retour de ses études supérieures depuis l'Hexagone, en 1999, Richard Tuheiava est membre de la Ligue des droits de l'homme et devient secrétaire général de la section polynésienne de 2001 à juillet 2008, période durant laquelle il dépose et défend un rapport alternatif à travers la Fédération internationale des droits de l'homme (FIDH) à la Commission des droits de l'homme des Nations unies à Genève en février 2004. Il participe ainsi au congrès mondial de la FIDH de mai 2004 à Quito (Équateur) au nom de sa Ligue polynésienne.
Il adhère à la Jeune chambre économique de Tahiti en juin 2004 et dirige plusieurs commissions dont une, à objet culturel, relative à la préservation du patrimoine culturel et naturel polynésien. Cofondateur, en mai 2006, de l’association culturelle « Nā Papa e Va’u » basée sur l'île de Ra'iātea (Polynésie française), il milite activement pour des échanges culturels à l'intérieur du grand « Triangle polynésien » (axe : Hawaï, Nouvelle-Zélande, île de Pâques) auquel renvoie le grand marae international Taputapuātea, et il porte publiquement l'idée de l’inscription de ce site sacré au patrimoine mondial de l'UNESCO », projet qu'il avait initié au sein de la Jeune Chambre économique de Tahiti. Élu président de la Jeune chambre économique de Tahiti au début de 2007, il pilote l'organisation du Forum International du Patrimoine du Pacifique (FIPPAC) à Tahiti, sous le patronage de la Commission française pour l'UNESCO à Paris.
En février 2007 et en octobre 2008, il participe aux conférences UNESCO des États parties du Pacifique en Nouvelle-Zélande et en Australie où il défend le dossier d'inscription à l'UNESCO du site Taputapuātea. Tuheiava est élu secrétaire du bureau exécutif d'ICOMOS Pasifika, la section Pacifique de l'ICOMOS (Conseil international des monuments et des sites) avant d'adhérer aussi à l'ICOMOS France.

### Carrière politique
Il entre en politique en mars 2008 lors des élections municipales à 'Ārue, sa commune de résidence, et, placé en deuxième position de la liste UPLD, il est élu conseiller municipal dans l'opposition pour une durée de 6 années.
Il est proposé aux sénatoriales 2008 par Oscar Temaru le 2 août 2008 au conseil du Tāvini Huira'atira puis de l'UPLD, qui l'élit candidat par 72 voix contre 13 pour Jean-Marius Ra'apoto.
Candidat d'une alliance politique controversée entre les deux composantes politiques rivales de toujours, le Tāvini Huira'atira et le Tāhō'ēra'a Huira'atira, Richard Tuheiava est élu sénateur de la Polynésie française dès le premier tour avec 361 voix sur la liste UDSP menée avec Gaston Flosse (372 voix), contre les deux candidats soutenus par Tō Tātou 'Āi'a et l'UMP, Gaston Tong Sang n'obtenant que 318 voix et Béatrice Vernaudon-Coppenrath 308.
Le jeune sénateur fraîchement élu se retrouve benjamin de toute l'histoire du Sénat à 34 ans, compte tenu de l'abaissement en 2008 du plancher d'âge d'éligibilité à 30 ans.
Richard Tuheiava est partisan de la pleine souveraineté de son pays, la Polynésie, et se considère comme « souverainiste ». Une fois cette souveraineté obtenue progressivement dans un cadre de partenariat "rénové", l'interdépendance politique et économique de la Polynésie à l'égard de la France, de l'Union européenne, ainsi qu'avec les pays composant la région Pacifique constituent pour lui une réelle vision politique à long terme. Les préalables à cette pleine souveraineté et interdépendance de la Polynésie constitue prioritairement le développement économique durable et endogène de la Polynésie, parallèlement à un toilettage statutaire adapté (assurant une stabilité politique, etc.) ainsi que l'engagement d'un processus de réinscription sur la liste des pays à décoloniser de l'ONU à l'instar ce que connaît actuellement la Nouvelle-Calédonie.[réf. nécessaire]
Membre de la commission des lois constitutionnelles à son élection, il entre en 2011 dans la commission des Affaires Étrangères, de la Défense et des Forces Armées du Sénat. Il s'est affilié au Groupe socialiste en tant que sénateur apparenté.
Sur invitation, il participe au Sommet global des peuples autochtones sur le changement climatique en avril 2009 à Anchorage (Alaska, États-Unis) et participe aux travaux d'élaboration de la déclaration d'Anchorage qui est présentée à l'Assemblée générale des Nations unies de décembre 2009 à Copenhague. Lors du 22e Congrès des communes de la Polynésie française en août 2010, il est à l'origine d'une "Déclaration des communes de Polynésie française sur le changement climatique" dont il obtient l'adhésion des 48 communes polynésiennes[réf. nécessaire].
Richard Tuheiava sollicite et obtient en mai 2009 et juin 2010 l'inscription du complexe sacré Te Pō/Vallée de Ōpoa, incluant le marae international Taputapuātea, sur l'île de Ra'iātea (Polynésie), sur la Liste indicative française des biens à classer au patrimoine mondial de l'UNESCO. Ceci, en complémentarité avec l'autre dossier UNESCO polynésien des îles Marquises déjà inscrit sur ladite liste depuis 1996. Il a participé notamment aux sessions 2007 et 2009 du Comité du patrimoine mondial de l'UNESCO.
Investi par son parti politique, le Tāvini Huira'atira, il participe au sein de la délégation kanake FLNKS au 18e sommet du groupe mélanésien du Fer de Lance qui se tient à Suva (Fidji) du 23 au 31 mars 2011 afin d'y défendre la réinscription de la Polynésie française sur la liste des territoires non-autonomes de l'ONU.[réf. nécessaire] Il participera ensuite aux travaux successifs du Forum des Iles du Pacifique de 2011 et 2012 au sein de la délégation de Polynésie française, présidée par Oscar Temaru, avant d'être l'envoyé spécial des autorités polynésiennes à l'ONU à New York à plusieurs reprises dans le cadre de la démarche politique de réinscription de la collectivité d'outremer polynésienne sur la liste des territoires non autonomes, en vertu du mandat conféré par une résolution historique de l'Assemblée de la Polynésie française adoptée le 18 aout 2011.
Il perd avec 10 voix contre 46 l'élection à la présidence de la Polynésie française contre Édouard Fritch, désigné comme dauphin de Gaston Flosse le 12 septembre 2014.
Il est candidat malheureux à sa propre succession aux élections sénatoriales du 28 septembre 2014, avec Tauhiti Nena, sous la bannière souverainiste de l'UPLD.

### Controverse
Par décision du mois de novembre 2009, le Conseil de l'Ordre du barreau de Papeete lui suspend l'exercice de sa profession d'avocat pour deux ans, dont un an avec sursis, pour « manquement à la délicatesse, à la probité et à l'honneur de la profession ». Il lui est reproché un manque de respect de ses obligations de paiement des salariés de son cabinet, des loyers et charges de son bail, de différentes taxes, impôts et cotisations sociales ainsi qu'un manque de diligence et de délicatesse à l'égard de ses clients et confrères. Richard Tuheiava conteste cette décision, mais la sanction du Conseil de l'Ordre est confirmée en appel le 17 février 2011, puis en cassation le 17 octobre 2012,.
Parallèlement, sa mise en examen pour « abus de confiance » et « faux et usage de faux » (mars 2012) a été déclarée nulle par la Chambre de l'Instruction de la Cour d'appel de Papeete,.
Dans ses déclarations persistantes auprès des médias, Richard Tuheiava affirme avoir fait l'objet d'un règlement de comptes et d'une volonté politique de l'écarter du jeu politicien local de l'époque, sa présence au Parlement étant, selon lui, « de nature à renforcer la crédibilité et la résonance de l'idéologie indépendantiste en dehors de la Polynésie française ». Ce qu'il ne manqua d'ailleurs pas de faire en intensifiant la démarche politique de réinscription de la Polynésie française sur la liste des territoires non-autonomes de l'ONU à la demande de son parti et en agissant au Sénat dans différentes matières sensibles : rétrocession des 2 atolls d'expérimentations nucléaires françaises (Moruroa et Fangataufa) à la Polynésie française, mission d'information sur les enjeux des ZEE ultramarines, proposition de loi organique sur la rétrocession de la compétence statutaire relative aux "matières premières stratégiques" en faveur du gouvernement polynésien, etc.

## Mandats
- 2008-2014 : Sénateur de la Polynésie française
- 2008-2020 : Conseiller municipal d'Arue
- 2013-2023 : Représentant à l'Assemblée de la Polynésie française